# Lenin (ledoborec)
Lenin (Лeнин) je ledoborec spuštěný na vodu v roce 1957 a je jak první hladinovou lodí, tak zároveň první civilní lodí poháněnou jadernou energií. Lenin začal službu v roce 1959 a byl oficiálně stažen v roce 1989.

## Parametry
- Délka: 134 m
- Šířka: 27,6 m
- Výška: 16,1 m
- Výtlak (bez balastu): 16 000 t
- Rychlost: 18 uzlů (33,3 km/h)
- Reaktory: Původně tři 90megawattové OK-150, později dva 171megawattové OK-900.
- Pohon: tři elektricky poháněné šrouby, celkem o výkonu 44 000 koňský sil (32,4 MW)
- Vrtulníky: 1 přistávací plocha

## Pohon
V pozdější verzi dva jaderné reaktory dodávaly páru do osmi Kirovových turbín. Ty roztáčely generátory, které poháněly tři sady elektrických motorů, které poháněly tři lodní šrouby.

## Jaderné nehody
Při spuštění na vodu Lenin poháněly tři reaktory OK-150.
V únoru 1965 došlo k nehodě s chladicí kapalinou reaktoru č. 2. Po jeho odstávce při výměně paliva byla z reaktoru vypuštěna chladicí kapalina předtím, než bylo vyjmuto vyhořelé palivo. V důsledku toho se roztavily a zdeformovaly některé součásti paliva. Při následném vyjímaní paliva nešlo asi 60 % z něj vyjmout, protože se vzpříčilo. Bylo rozhodnuto vyjmout je i spolu s řídícími tyčemi a následně umístit do speciálního kontejneru, uskladnit jej na dva roky a posléze vyhodit nedaleko Nové země, což se i stalo.
Druhou nehodou byl únik z chladicího systému v roce 1967, krátce po zavezení paliva. Aby se únik našel, bylo zapotřebí rozbít betonový a kovový štít za pomoci palic.[zdroj?] Když byl únik nalezen, bylo zřejmé, že škoda způsobená palicemi nepůjde opravit. V důsledku toho byly všechny tři reaktory typu OK-150 vyměněny za dva typu OK-900. Práce byly hotovy na jaře roku 1970.
Detaily těchto nehod nebyly zveřejněny až do rozpadu SSSR.

## Vyřazení
Lenin byl vyřazen ze služby roku 1989, protože jeho trup byl opotřebovaný třením o led. Byl uložen v Atomflotu, základně atomových ledoborců v Murmansku. Jeho oprava a přeměna na muzeum byla dokončena roku 2005.